# Pigenavn
|  | Pigenavn kan også betyde det efternavn en kvinde havde før ægteskab. Se Pigenavn (efternavn) |
| Drenge- | Drenge-   | Pige- | Pige-    | Efter- | Efter-      |
| ------- | --------- | ----- | -------- | ------ | ----------- |
| 1       | Peter     | 1     | Anne     | 1      | Nielsen     |
| 2       | Michael   | 2     | Mette    | 2      | Jensen      |
| 3       | Lars      | 3     | Kirsten  | 3      | Hansen      |
| 4       | Jens      | 4     | Hanne    | 4      | Andersen    |
| 5       | Thomas    | 5     | Anna     | 5      | Pedersen    |
| 6       | Henrik    | 6     | Helle    | 6      | Christensen |
| 7       | Søren     | 7     | Maria    | 7      | Larsen      |
| 8       | Christian | 8     | Susanne  | 8      | Sørensen    |
| 9       | Martin    | 9     | Lene     | 9      | Rasmussen   |
| 10      | Jan       | 10    | Marianne | 10     | Jørgensen   |

Et pigenavn er et navn, som er forbeholdt kvinder. Mænd har derimod et drengenavn.
I Danmark har det siden d. 1. april 2006 været Familieretsafdelingen under Ankestyrelsen (indtil 2012 som den selvstændige styrelse Familiestyrelsen), der har stået for opdateringen af lister over godkendte drenge- og pigefornavne. Tidligere lå navnelovsadministrationen hos Kirkeministeriet.

## Ekstern henvisning
- Liste over godkendte drengenavne og pigenavne